# Pängätsalo
Pängätsalo är en ö i Finland. Den ligger i sjön Keitele och i kommunerna Vesanto och Äänekoski och landskapen  Norra Savolax och Mellersta Finland, i den centrala delen av landet, 300 km norr om huvudstaden Helsingfors. Öns area är 21 kvadratkilometer och dess största längd är 10 kilometer i sydöst-nordvästlig riktning.